# Hydrophilus rattrayi
Hydrophilus rattrayi är en gräsväxtart som först beskrevs av Neville Stuart Pillans, och fick sitt nu gällande namn av Hans Peter Linder. Hydrophilus rattrayi ingår i släktet Hydrophilus och familjen Restionaceae. Inga underarter finns listade i Catalogue of Life.